# Harald Stocker
Harald Stocker (* 8. Juli 1969 in Roth bei Nürnberg) ist ein deutscher Wissenschaftsjournalist mit Schwerpunkt Technik. Seit Juni 2023 ist er 1. Vorsitzender des Bayerischen Journalistenverbands.

## Werdegang
Nach dem Abschluss der Schule ließ Stocker sich zum Industriemechaniker ausbilden. Im Anschluss studierte er Maschinenbau und absolvierte eine journalistische Ausbildung.
Nach Stationen beim Regionalfernsehen und als freier Autor in Berlin kam Stocker 1998 nach München in das Gründungsteam der ProSieben-Sendung Galileo. 2000 wechselte er zur Produktionsgesellschaft der Sendung Welt der Wunder und seit 2003 arbeitet er als freischaffender Autor und Produzent für verschiedene Fernsehsender. Seine populärwissenschaftlichen Reportagen, Dokumentationen und Magazinbeiträge waren bisher beim Bayerischen Rundfunk, ProSieben, ARTE, RTL II, ZDF, Kabel 1, Phoenix, n-tv, 3sat, RTL, RBB und N24 zu sehen. 2009 gründete Stocker die bavariaone Film- und Fernsehproduktion GmbH, die bis 2019 unter anderem für Spiegel TV, 3sat Bayern, ARD alpha, Deutsche Welle, und Phoenix Filmbeiträge produzierte.

## Themenschwerpunkte
In seiner journalistischen Arbeit widmet sich Stocker meist Themen über Luft- und Raumfahrt. Zudem produzierte er Reportagen aus den Kriegsgebieten im Irak und in Afghanistan. In Anlehnung an die Comedyserie M*A*S*H drehte er im Frühjahr 2004 die Reportage The real M*A*S*H*. Dazu hielt er sich acht Tage mit dem Hamburger Kameramann Uwe Alborn in einem Kriegshospital der US Army in Balad, 50 Kilometer nördlich von Bagdad, auf und porträtierte das Leben der Schwestern, Ärzte und Patienten. Anschließend begleitete er einen Patienten auf dem Flug zur Weiterbehandlung in Deutschland.

## Verbands- und Gremientätigkeit
Seit 2001 ist Harald Stocker aktiv in berufsständischen Gremien, zunächst als Mitglied in der Wissenschafts-Pressekonferenz, im Luftfahrt-Presse-Club und im PresseClub München. Seit 2015 ist er Mitglied im Landesvorstand des Bayerischen Journalistenverbands, wo er zum Vorsitzenden der Fachgruppe Rundfunk gewählt wurde. Seit 2016 ist er Mitglied im Fachausschuss Rundfunk des Deutschen Journalistenverbands. 2019 entsandte ihn der Bayerische Journalistenverband als seinen Vertreter in den Rundfunkrat des Bayerischen Rundfunks. 2021 wurde Stocker in den geschäftsführenden Bundesvorstand des Deutschen Journalistenverbands gewählt. Seit 2022 ist er Mitglied im ARD-Programmbeirat. 2023 kandidierte er auf der Mitgliederversammlung des Bayerischen Journalistenverbands gegen den langjährigen BJV-Vorsitzenden Michael Busch und wurde mit 65 Prozent zum neuen Vorsitzenden gewählt.
Harald Stocker lebt in München.

## Auszeichnungen
- 2005: Hugo-Junkers-Preis, für einen Film zum Absturz der Raumfähre Columbia, Welt der Wunder, ProSieben
- 2006: Ludwig-Bölkow-Journalistenpreis, Bereich Fernsehen, für die Reportage Airbus A380 Lackierung, Galileo, ProSieben, 10. Februar 2006.[8]
- 2007: Ernst-Schneider-Preis, Bereich Fernsehen, für die Reportage Airbus A380 Lackierung, Galileo, ProSieben, 10. Februar 2006